# Тханпхёнчхэ
Тханпхёнчхэ (tʰaŋpʰjʌŋtɕʰɛ) — корейское блюдо, являвшееся частью придворной кухни. Состоит из жюльенированного желе «ноктумук», проростков бобов мунг, водного кресса, поджаренной говядины, нарезанного тонкими ломтиками красного перца и слегка отваренного кима. Готовое блюдо приправляют соевым соусом, сахаром, уксусом, кунжутным семенем и кунжутным маслом.

## История
Согласно этнографическому трактату 1849 года «Тонгук сесиги» (хангыль: 동국세시기, ханча: 東國歲時記), тханпхёнчхэ произошёл благодаря изобретательности короля Ёнджо. Во время его правления династию беспокоили конфликты между политическими силами, Ёнджо попытался сгладить соперничество между четырьмя основными партиями за счёт постоянно проводившихся празднеств, чтобы создать дружелюбную атмосферу. «Политика тханпхёна» (хангыль: 탕평책, ханча: 蕩平策, Конц. тханъпоёнъ-чхэк) считается главным изобретением: он выбирал людей безотносительно партийности.
В начале одного из празднеств по приказу короля на стол подали тханъпхёнъчхэ: «Как видите, здесь четыре ингредиента (ноктумук, ким, говядина и таволга), которые отличаются цветом и вкусом. Но они так хорошо сочетаются, что вместе имеют превосходный вкус». Речь короля запомнилась всем участникам.